# Djacir
Djacir Franco Cavalcante Júnior, noto semplicemente come Djacir (23 febbraio 1972), è un ex giocatore di calcio a 5 brasiliano, campione del mondo con la nazionale brasiliana nel 1996.

## Carriera
Djacir partecipò alla spedizione brasiliana al FIFA Futsal World Championship 1996 in cui i verdeoro si laurearono campioni del mondo per la terza volta. Si tratta dell'unico campionato del mondo disputato dal laterale.

## Palmarès
- Campionato mondiale: 1

Spagna 1996
- Coppa America: 3

San Paolo 1995, Rio de Janeiro 1996, São Leopoldo 1997